# Euzetes globulus
Euzetes globulus är en kvalsterart som först beskrevs av Hercule Nicolet 1855.  Euzetes globulus ingår i släktet Euzetes och familjen Ceratozetidae. Inga underarter finns listade i Catalogue of Life.